# 이지현 (1984년)
이지현 (1984년 8월 24일 ~ )은 대한민국의 배우다.

## 학력
- 동국대학교 연극학부 (졸업)

## 출연작

### 드라마
- 2008년 SBS 일일드라마 《애자 언니 민자》 ... 오양금 역
- 2010년 SBS 월화드라마 《아테나: 전쟁의 여신》 ... 박신혜 역
- 2011년 KBS1 대하드라마 《광개토대왕》 ... 아리 역
- 2013년 SBS 주말 특별기획 《돈의 화신》 ... 홍자몽 역
- 2013년 MBC 월화드라마 《기황후》 ... 홍단 역
- 2014년 MBC 단막극 《드라마 페스티벌 - 가봉》 ... 소란 역
- 2015년 KBS1 KBS 웹드라마 스페셜  《미싱코리아》 ... 김은혜 역
- 2015년 KBS2 수목드라마 《장사의 신 - 객주 2015》 ... 간난이 역

### 영화
- 2011년 《아테나: 더 무비》
- 2020년 《대전 블루스》

### 예능
- 2015년 SBS 《일요일이 좋다 - 아빠를 부탁해》 (9월 6일 ~ 11월 1일)